# Filastrocca

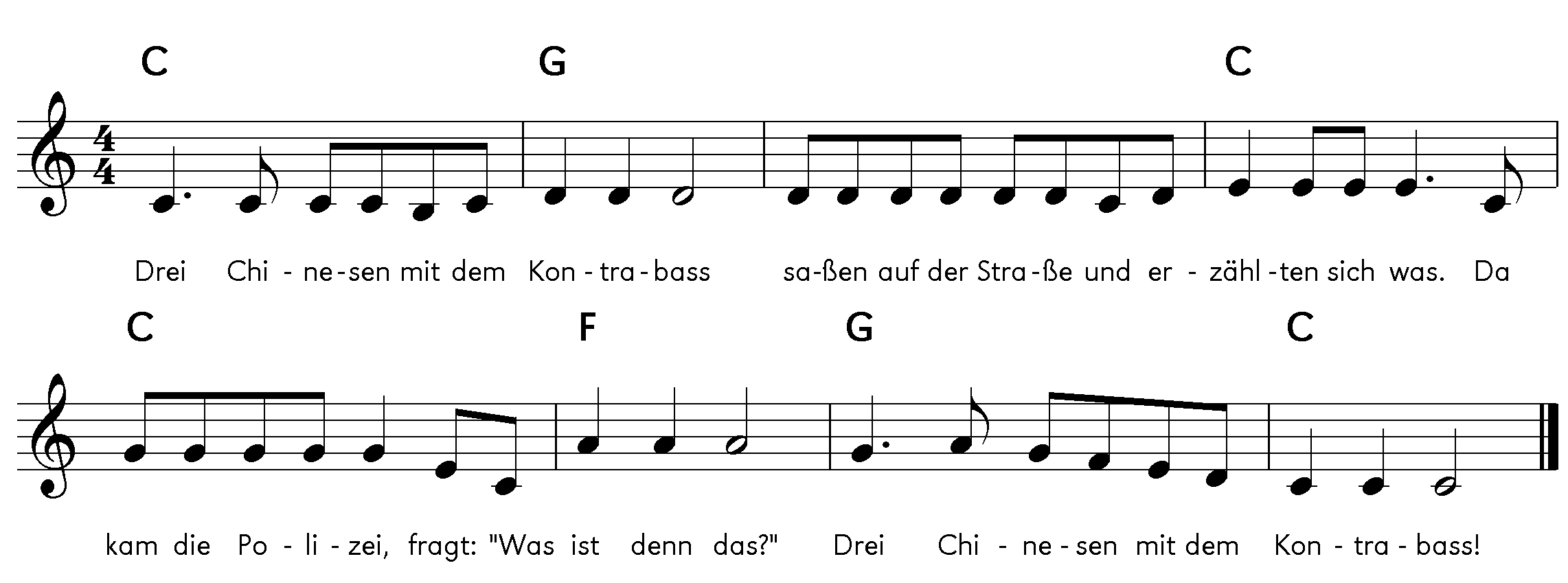
Melodia della nota filastrocca tedesca Drei Chinesen mit dem Kontrabass

La filastrocca è un tipo di componimento breve con ripetizione di sillabe ed utilizzo di parole, costituito da un linguaggio semplice e ritmato. È la prima forma poetica che conosce il bambino, il suo primo approccio con le parole e la musica. Il ritmo della filastrocca è rapido e cadenzato con rime, assonanze e allitterazioni ricorrenti.
Di origine popolare, usata nel passato per tramandare tradizioni o contro le maldicenze. Riadattata, viene oggi usata principalmente per far addormentare o divertire i bambini.
Alcuni procedimenti analoghi a quelli utilizzati nelle filastrocche si possono trovare nella poesia burlesca quale quella di Lodovico Leporeo e Olindo Guerrini. Noto autore di filastrocche è, in Italia, Gianni Rodari.

## Esempi
- Ambarabà ciccì coccò
- Anghingò
- Eeny, meeny, miny, moe
- Cavallino arrì arrò
- La storia di Paperotto
- Trenta giorni ha novembre
- Solomon Grundy
- Fasi Lunari
- Piove, piove
- Girotondo
- San Giuseppe Vecchierello
- Escravos de Jó
- Ninna nanna
- Pimpirulin

## Nursery rhymes
Si definiscono nursery rhymes brevi canzoni o prose popolari per bambini originariamente impiegate, negli asili, a scopo didattico.
In molte culture queste filastrocche si sono tramandate di generazione in generazione seguendo i canoni della tradizione orale. Nella lingua inglese si definiscono strettamente "nursery rhymes" quelle inglesi, o di altre culture europee, generate sino al XVII secolo. In origine erano, forse, una sorta di "cartoon" ante litteram.
Alcune nursery rhymes sono certamente più antiche e risalgono al Medioevo; probabilmente la più famosa collezione di filastrocche è Mother Goose (Mamma Oca).